# 桃園怜奈
桃園 怜奈（ももぞの れな、1996年7月27日 - ）は、日本のAV女優 。マインズ所属。

## 略歴
2016年1月、Fitchの専属女優としてAVデビュー。デビュー当時は、関西の大学に通う女子大生であった。デビュー時は大学名を明かしていなかったが、2025年に関西大学出身と明かしている。
Fitchから3作品に出演したのち、2016年3月を最後にAV女優を引退。のちに身バレが嫌だったので、短期間で辞めることを前提にデビューしたと述べている（『高学歴AV女優』では一人暮らしの生活費を稼ぐために出演したと発言している）。しかし、この三作品の反響が非常に大きく、ファンからは彼女を惜しむ声が相次いだ。
気にしていた身バレは引退後に学内で起こったが、その事実以上の反応をされることはなく、男子学生からはありがたいと言われるなど不思議な気分だったという。
大学を卒業後、関西の大手建築系会社にて不動産デベロッパーの経理として勤務 。2年間勤務したのちに退職。
2020年8月、Fitch専属でAV女優として復帰すると発表し、同時に自身のTwitterを開設。復帰理由は芸名を検索した際に、「復帰してほしい」という書き込みや、「幻のAV女優」と書かれファンがいることを知ったと答えている。また、経理の仕事はルーティーンで他人でもできるが、女優業は反応が見れて楽しいと再確認したのも理由の一つとして挙げている。
2020年9月12日、復帰作『復活 天然Iカップ 伝説の爆乳美少女 桃園怜奈』にてAV女優に復帰。
2021年8月発表「読者300人が選んだFLASH 2021セクシー女優ランキング」読者投票63位。
同年末には5月発売の『学園の模擬店で怜奈ちゃんがHな衣装を着て大騒ぎ!爆乳と股間が丸出しの卑猥すぎる逆バニー接客サービス』が2021年のFitchにおいて、一番売れたAV作品と『週刊プレイボーイ』で紹介された。12月の同誌で『週プレアダルトアワード2021』メディア賞を受賞。
光文社『FLASH』発表の2021年セクシー女優ランキング第19位。2022年5月に発表されたアサヒ芸能「2022現役AV女優SEXY総選挙」で第38位。
2022年7月、FANZA『乳! 尻! クビレ! CSKキャンペーン2022』キャンペーンガールに就任。
2023年5月14日、東京・池袋で開催されたグラビアムック本『WGLuxury Vol.1』発売記念イベント「Mine’s女優スペシャルトークショー」に唯井まひろ、加美杏奈と共に出演。トークショー終了後にはムック本のお渡し会も行われた。
2023年9月23日、同月26日に発売されるセカンド写真集『MO² 桃園怜奈写真集』の発売記念イベントを東京・秋葉原の書泉ブックタワーにて開催。また同イベント内で、関西から東京に引っ越し、拠点を移したことを明かした。
2023年11月13日FANZA通販週間フロアランキングにて、『勉強合宿で関西弁の可愛い講師に童貞の僕だけこっそり囁かれながらめちゃくちゃ抜かれまくった夏の思い出 桃園怜奈』が初登場8位を記録。
2023年12月11日FANZA通販週間フロアランキングにて、『最初は愛する彼を救うため嫌々だったのに… 毛嫌いするセクハラ院長たちのチ〇ポが身悶えするほど気持ち良過ぎて自ら挿入をおねだりするほど病みつきになった爆乳ナース 桃園怜奈』が初登場6位ランクイン。
2024年1月30日から2月4日まで、東京・渋谷ルデコで開催の合同写真展『360° -フィクションとリアル-』の展示写真モデルを務める。また同じくモデルを務めた葵いぶき、石原希望、河北彩花、古川ほのか、未歩なな、うんぱい、miruと共に写真展開催前日に行われたレセプションに出席した。
2024年4月8日FANZA通販週間フロアランキングにて、『ずっと想いを寄せていた先輩に巨乳の彼女ができました… 女性経験が少ないその人の為に好きな気持ちを隠しながら私のオッパイでエッチの練習をする二人で内緒のパイズリSEX 桃園怜奈』が初登場5位を記録。
2024年6月、同月21日から7月19日まで開催されるFANZAのキャンペーン企画『乳! 尻! クビレ! CSKキャンペーン2024』のキャンペーンガールに伊藤舞雪、鷲尾めい、水卜さくら、清原みゆうと共に就任。
2024年7月8日FANZA通販週間フロアランキングでは、『恥ずかしくてたまらない過激な水着モデルをさせられた女子社員 羞恥と快感が入り混じる媚薬調教にドハマりしたむっちり爆乳ボディ 桃園怜奈』が初登場9位を記録。
2024年8月12日週FANZA通販フロアランキングにて、『復活4周年記念リメイクSPECIAL!! 学園祭の模擬店でHな衣装を着て大騒ぎしていた怜奈ちゃんが帰ってきた! 爆乳と股間が丸出しの卑猥過ぎる逆バニー女教師になって荒れた学園を再教育 桃園怜奈』が6位にランクイン。
2024年9月15日、埼玉県・しらこばと水上公園で開催されたプール撮影会『TREND GIRLS 撮影会 2024』内で行われたファッションショー「TREND GIRLSファッションショー」に参加し、ランウェイを歩いた。
2024年10月17日週、FANZA通販フロアランキングにて『乳責め無限中出し絶頂の罠! 催淫ドラッグ製造肉便器にされた爆乳捜査官 桃園怜奈』が初登場7位となる。
2024年12月14日、東京・渋谷の東京カルチャーカルチャーにて開催された猥談噺「春爛漫 -HARURANMAN‐ Ⅱ」に栗山莉緒、八木奈々と共に出演。当日は花魁風の衣裳で登場し、作家が書き下ろした新作の猥談落語を披露した。
2025年5月4日には、埼玉県・川越水上公園で開催されたプール撮影会『TREND GIRLS 撮影会 2025』内で行われたファッションショー「TREND GIRLSファッションショー」に参加し、ランウェイを歩いた。
2025年5月6日、東京都立産業貿易センター浜松町館3F.4Fにて開催された 即売会&ファッションショーイベント💎Pharfaite Showcase3💎に写真集等を出展し参加した
。。
2025年6月より、マドンナが専属メーカーに加わり、Fitchとのダブル専属となる。6月9日週FANZA通販フロアランキングではイメージビデオ『楽園のベル』（メディアブランド）が初登場8位。

## 人物
- おっとりした性格で、マイペース。人見知りで初対面の人物と話すのは苦手だが、一方で目立ちたがりの面がある[4]。人見知りは幼少時からの性格[31]。アサヒ芸能のインタビュアーは「おっとりさ、おおらか」と記述している[7]。普段は関西弁で話す。

- 普段はライブを見に行くほどの女性アイドルファン、特に元NMB48の渡辺美優紀のファンである。現在はFRUITS ZIPPERやCUTIE STREETのファンを公言しラジオなどで語っている。
- 中学時代、部活動でバレーボールをやっていた[32]。家族構成は両親と妹[33]。実家には母と妹がいる[33]。父親が働かずに家に生活費を入れない人で苦労した経験があることから結婚する男性には「経済的に独立していて収入が多いこと」を条件に挙げている。

- 大学時代に簿記、宅建の資格を取得[34]。

- 激辛料理好き[35]な一方でコンビニスイーツも好物[36]。

- 普段は体にいいものを食べたいと玄米食[7]をしているが、撮影終わりだけはスタミナ食が食べたくなり、すき家のにんにくファイヤー牛丼をアタマの大盛りにして、かきこむように完食するのが幸せだと語っている[7]。

- 胸は小学校中学年の頃から他の生徒よりも大きかったが、彼女自身はコンプレックスだった。しかし、高校生になって、羨望の眼差しを受けるうちにコンプレックスを武器に変えようと決心した。また、歴代の彼氏ほぼ全員にパイズリを求められたという。

- 初体験は覚えていない（いろんな男性と試していたので特定できない[37]）とのこと。学生時代には飲み屋街で会った10人くらいの男子を宮本武蔵のように一気に骨抜きにしたことがある[37]。この経験から「抜いたら男は黙る」を持論としている[37]。

- 目標は「一般の人らも”聞いたことある”っていう女優さん」[38]。
- 一度身バレしていて以降、友人関係にはAV女優業を公にしており、男性の友人からは「お前で抜いたよ」と声を掛けられているという[35]。

- 苦手なプレイはチクスト（乳首ストーカー＝行為中にずっと乳首をいじられること）[39]。

- 上記の通り「逆バニー」もの（AVでは初）がヒットして以降、様々なメーカーで逆バニーものが制作されヒットしたため「AV界の逆バニー流行のパイオニア」と言われる。作中のバニー服は採寸の末作られた特注。フィットしているため一人で着ることはできず、撮影時もスタイリストによる縫い足しや両面テープでの貼り合わせを行うなど大変で着用時間も普段の倍かかったという。初めて着た時の感想は「なんじゃ、こりゃ」「全部見えてる。着る意味、ある?」で最初はどこがいいのか全く分からなかったが現在は「一番印象に残っている作品」「一番思い入れの強い作品」と感じており「自分が流行を作った」と思っているという[40]。本作ヒット以降、イメージを引きづった「アホな管理人、アホなギャルとか、アホな役が増えました」。「でもアホキャラでもエロ度は変わりません。本当にエッチが好きなんで」と配役への影響もあった[7]。

- 自身では「ビラビラが大きめ」と性器について回答しており、この原因として小学生のころからストレート水流のシャワーを当てると気持ちいことに気づき癖になっていたことを挙げ、一時期劣等感に苛み行いを後悔したと述べている[41]。しかし彼氏や男優から「ビラビラが気持ちいい」「包まれてるみたい」と褒められることが増え、穏やかな気持ちになったという[41]。

## 作品

### アダルトビデオ
- Fitch専属 溢れる透明感! 天然Iカップ 新人AVデビュー（1月1日、Fitch）
- 本気汁が白濁するまでイカされるねっとり濃厚ファック（2月1日、Fitch）
- 僕だけを愛してやまない爆乳ご奉仕メイド（3月1日、Fitch）

- 濃厚吸引で根こそぎ搾り取る卑猥な口マ○コ 美味しくジュボジュボフェラ8時間BEST（7月1日、Fitch） ※メーカー総集編
- 伝説美少女 天然Iカップ爆乳グラマラス桃園怜奈 コンプリートBEST5時間（10月1日、Fitch）※単体ベスト

- 復活 天然Iカップ 伝説の爆乳美少女（9月13日、Fitch）
- 桃乳パイズリマニアックス（10月13日、Fitch）
- 桃園怜奈がエロカワ過ぎるコスプレで気持ち良く抜いてくれる絶品風俗フルコース!（11月13日、Fitch）
- 完全主観で怜奈の視線を独り占め!! ブラコン過ぎる僕の妹が家中どこでも汗だくの爆乳ノーブラ姿で全力誘惑!（12月13日、Fitch）

- オヤジのハメ撮りドキュメント ねっとり濃厚に貪り尽くす体液ドロドロ汗だく性交（1月13日、Fitch）[42]
- 見られて感じてヒクヒクしちゃう! 肛門剥き出し桃尻絶頂ファック（2月13日、Fitch）
- あざとい爆乳で何が悪いの? お姉ちゃんの彼氏を週末にこっそりNTR!（3月13日、Fitch）
- Icup爆乳ザーメン便器 教師と生徒に輪姦され堕ちて行く教育実習生（4月13日、Fitch）
- 学園祭の模擬店で怜奈ちゃんがHな衣装を着て大騒ぎ! 爆乳と股間が丸出しの卑猥過ぎる逆バニー接客サービス（5月13日、Fitch）[40]
- 都合の良い俺専用おしゃぶりペット 言いなり爆乳のゆるふわメイド女子大生編（6月13日、Fitch）
- 出張先の旅館でまさかの相部屋! 大嫌いな上司に死ぬほどイカされて… ～毒キノコのような亀頭を持つ部長編～（7月13日、Fitch）
- 妻が帰省した暑い夏の7日間、俺になつかない発育しきった連れ子を『お父さん大好き』と言うまで爆乳を揺らし汗だくでヤリ狂った性交記録（8月13日、Fitch）
- 復活!! 1周年記念 ごっくん解禁10連発127分ノンストップSEX撮影会（9月21日、Fitch）
- 溜池ゴロー15周年YEARコラボ第9弾 地味そうに見えた隣家の巨乳人妻がある日部屋を間違えオナニーをしている僕の部屋に入ってきた。 見た目とは裏腹に物凄い肉食でねっちょり僕を犯しまくる。（10月19日、溜池ゴロー）
- 東京デート日和 素顔のSEX（11月2日、Fitch）[43]
- ゲリラ豪雨のたびに濡れ透けたカラダを犯されてしまう爆乳女子大生（11月16日、Fitch）
- 悩める僕らのココロとチ○ポを気持ち良く癒してくれるバブみが強い爆乳管理人さん! 桃園怜奈（12月21日、Fitch）

- 隣のゴミ部屋で犯○れた爆乳妻 薄汚れた絶倫中年男に連続射精される孕ませレ○プ 桃園怜奈（1月18日、Fitch）
- 1日1組限定の隠れ宿! 常に若女将が密着つきっきりで丁寧に貴方の肉棒をもてなす最高の射精旅館 桃園怜奈（2月15日、Fitch）
- ▲セクシースイーツキャンペーンSpecial DVD!（3月2日、S1 NO.1 STYLE）※FANZA『セクシースイーツキャンペーン2022』キャンペーンガール8名の撮り下ろし映像を収録[44]。
- 超絶倫弟にハメられまくる無防備な爆乳姉 童貞の弟に何度もイカせられちゃう潮吹きNTR追撃スペシャル! 桃園怜奈（3月15日、Fitch）
- 祝・桃園怜奈 共演解禁! W天然爆乳美女に挟み込まれる逆3P快感密着メンズエステ 桃園怜奈 本真ゆり（4月19日、Fitch）[45]
- 乳首開発NTR ～健康診断で悪徳医師の罠に堕ちた巨乳若妻～ 桃園怜奈（5月17日、Fitch）
- 彼女のスマホを覗いただけなのに リアル過ぎる同人NTR傑作を実写化! 桃園怜奈（6月21日、Fitch）
- 爆乳キメセク潮吹き絶頂 彼氏が居るすぐ隣で整体師に寝取られて… 桃園怜奈（7月19日、Fitch）
- 復活!! 2周年記念 桃園怜奈 最初で最後のレズ解禁 女だらけの大乱交スペシャル! 桃園怜奈 木下ひまり 八乃つばさ 浜崎真緒（8月16日、Fitch）
- 俺の家ではいつも全裸で家事もSEXも喜んでやってくれる従順ご奉仕タダマン女 桃園怜奈（9月20日、Fitch）
- 奇跡の復帰から1年分のタイトルを全て収録! 天然Iカップ爆乳 桃園怜奈12時間BEST（10月4日、Fitch）※単体ベスト
- 気弱なオタクの童貞チ○ポが想像以上に凄すぎて… 天然Icupを揺らしながらトロけたメスの顔して何度もイッちゃう爆乳ギャル 桃園怜奈（10月18日、Fitch）
- 本番無しのデリヘルを呼んだら地味で大人しい同僚の事務員がやって来た… この女今日から俺の生ハメ爆乳玩具 桃園怜奈（11月15日、Fitch）

- 彼女が不在の間、純粋な爆乳妹を大人の濃厚中出しSEXで無理やりハメ倒し俺のチ○ポに恋させた3日間の思い出 桃園怜奈（4月18日、Fitch）
- 4K機材で撮影された天然Iカップを徹底的に堪能! 極限アングルで迫るエロコス爆乳接写オナニーサポート 桃園怜奈（5月16日、Fitch）
- 先輩、私と一緒の部屋じゃダメなんですか? 冴えない中年上司を好きでたまらない爆乳女子社員が出張先の相部屋で朝まで濃厚ベロ舐め誘惑 桃園怜奈（6月20日、Fitch）
- 5年ぶりに再会した幼馴染みはシェアハウスのSEXアイドルになっていた!! ～悔しいのにハメ友の輪に入り中出し性交で童貞を喪失した僕～ 桃園怜奈（7月18日、Fitch）
- サッカー部顧問、部員、担任… 周囲の男達全員の性処理玩具にされた爆乳マネージャー 望まない絶頂を強いられる汗だくレ×プ輪姦 桃園怜奈（8月15日、Fitch）
- 復活3周年記念作品 1か月間じっくり焦らされ我慢を重ねた感度爆上げ爆乳ボディとドロドロの性欲を一気に解き放つ! 人生で初めて禁欲を命じられて本能剥き出し大絶頂ノンストップSEX 桃園怜奈（9月19日、Fitch）
- 愛する彼氏を守るため… 店長の言いなり性奴隷となり媚薬中出し調教でイキ堕ちした爆乳アルバイト 桃園怜奈（10月17日、Fitch）
- 結婚祝いNTRキャンプ 会社で企画してくれたイベント中に快感に溺れていく爆乳妻 桃園怜奈（11月21日、Fitch）
- 勉強合宿で関西弁の可愛い講師に童貞の僕だけこっそり囁かれながらめちゃくちゃ抜かれまくった夏の思い出 桃園怜奈（12月19日、Fitch）

- 最初は愛する彼を救うため嫌々だったのに… 毛嫌いするセクハラ院長たちのチ〇ポが身悶えするほど気持ち良過ぎて自ら挿入をおねだりするほど病みつきになった爆乳ナース 桃園怜奈（1月23日、Fitch）
- 解禁作品も盛り沢山! 1年分12タイトルを収録Fitch専属 桃園怜奈3枚組12時間BEST（2月6日、Fitch）※単体ベスト
- 仕事に行き詰りを覚え彼と喧嘩して傷ついた私… 家に帰れなくなった教え子と本能の赴くまま濡れた身体を夢中で求め合い何度も膣奥に射精された雨の週末 桃園怜奈（2月20日、Fitch）[46]
- 友達のお父さんの乳首をこっそり責めて連続射精を楽しむ爆乳女子 桃園怜奈（3月19日、Fitch）
- 主観調教 俺だけの爆乳オナサポペット ドMの教え子に射精お手伝いを教え込む 桃園怜奈（4月16日、Fitch）
- ずっと想いを寄せていた先輩に巨乳の彼女ができました… 女性経験が少ないその人の為に好きな気持ちを隠しながら私のオッパイでエッチの練習をする二人で内緒のパイズリSEX 桃園怜奈（5月21日、Fitch）
- 結婚前に働いていた風俗店で出禁にした中年男がまさか夫の父親だったなんて… 精力絶倫モンスター義父の連射種付けセックスで快楽堕ちした爆乳嫁 桃園怜奈（6月18日、Fitch）
- 笑顔と爆乳で癒しながら極上のオチ〇ポほぐしで快感エンドレス! 身体の芯から気持ち良い超絶品アジアン回春エステ 桃園怜奈（7月16日、Fitch）
- 恥ずかしくてたまらない過激な水着モデルをさせられた女子社員 羞恥と快感が入り混じる媚薬調教にドハマりしたむっちり爆乳ボディ 桃園怜奈（8月20日、Fitch）
- 復活4周年記念リメイクSPECIAL!! 学園祭の模擬店でHな衣装を着て大騒ぎしていた怜奈ちゃんが帰ってきた! 爆乳と股間が丸出しの卑猥過ぎる逆バニー女教師になって荒れた学園を再教育 桃園怜奈（9月17日、Fitch）
- The Legend of Fitch 桃園怜奈12時間スペシャル 専属復活4周年プレミアムBEST（10月1日、Fitch）※単体ベスト
- 僕好みに成長した爆乳の従妹を 中出し肉便器に仕上げるために媚薬を盛り続けた7日間 桃園怜奈（10月15日、Fitch）
- 乳責め無限中出し絶頂の罠! 催淫ドラッグ製造肉便器にされた爆乳捜査官 桃園怜奈（11月19日、Fitch）

- 「先っぽだけなら浮気にならないよ…」と誘惑しながら僕のチ○ポを寸止め焦らしで責めてくる 彼女のお姉ちゃんは激シコ爆乳インフルエンサー 桃園怜奈（2月18日、Fitch）
- 濡れ透けた爆乳ボディをねっとり密着させておち○ぽ洗体してくれる銭湯の看板娘 桃園怜奈（3月18日、Fitch）
- 脳をバグらせる変態調教で理性崩壊! 体液垂れ流しくすぐり絶頂エンドレス 桃園怜奈（4月15日、Fitch）[47]
- 小麦色した甘サド爆乳ギャルが たっぷりしつこく痴女ってくれる 発射無制限! 絶品中出しソープ 桃園怜奈（5月20日、Fitch）
- こんな時代だから… 庶民的な店で気持ち良くヌキたいじゃないか せんぺろ居酒屋でお腹もチ○ポも大満足! ドスケベ女将の過激な全身リップサービス 桃園怜奈（6月17日、Fitch）
- 天然Iカップ美女、マドンナ & Fitch W専属決定!! 夫と子作りSEXをした後はいつも義父に中出しされ続けています…。 桃園怜奈（6月24日、マドンナ）
- 半年間の地方出張から帰ってみると…婚約者がだらしないアへ顔で体液を漏らしながら僕の会社の同僚達とのキメセク乱交で何度も絶頂していました… 桃園怜奈（7月15日、Fitch）

奇跡の専属コラボW凄乳初共演!! 万引き妻二人を脱がしたら物凄い爆乳という神展開で、ボク専用の言いなりW乳便器にしてやった。日下部加奈 桃園怜奈（7月22日、マドンナ）
- 絶対従順な性処理肉便器に開発された社長令嬢が 爆乳慰安秘書として朝から晩まで中出しされる絶叫アクメ温泉 桃園怜奈（8月19日、Fitch）
- ヌードモデルNTR 上司と羞恥に溺れた妻の衝撃的浮気映像 桃園怜奈（8月26日、マドンナ）

### アダルトVR
- 遂に桃園怜奈がVR解禁! 小悪魔のような微笑みと天然Icup爆乳で誘惑してくる教え子と地面特化アングルで愛が深過ぎる逆NTRしゅきしゅきホールド中出し!（11月5日）
- 桃園怜奈VR企画第二弾!! 多方向アングルで魅せる極上の天然Icupくびれボディ! いいなり従順な若い愛人とじっくり愉しむ中出し温泉不倫旅行（12月9日）

- 【Fitch肉感VR】頼んだ覚えのないケモミミの爆乳デリヘル嬢が突然やってきて「ご奉仕させてね」なんて言いながらイチャラブ超濃厚なサービス! 数日後今度はキツネの姿で現れた彼女に「今日はもっと激しく!」ってお願いされてイカセまくっていたら…。 桃園怜奈（9月29日）

### イメージビデオ
- Rena 幻想桃花源（2月18日、REbecca）
- 新・湯女ごこち 10（4月30日、スパイスビジュアル）
- Clarity 桃園怜奈（10月1日、ファインピクチャーズ）

- 湯女美人 桃園怜奈（1月28日、スパイスビジュアル）

- etoile 桃園怜奈（4月21日、ファインピクチャーズ）
- 誘惑の園 桃園怜奈（7月28日、Precious Beauty）※DVD版とBD版でジャケット写真が異なる。
- 美女のハダカ 桃園怜奈（11月29日、スパイスビジュアル）

- Best naked 桃園怜奈（3月28日、Naked Actress）※DVD版とBD版でジャケット写真が異なる。
- Best naked 02 桃園怜奈（6月28日、Naked Actress）※DVD版とBD版でジャケット写真が異なる。
- Best naked 03 桃園怜奈（10月28日、Naked Actress）※DVD版とBD版でジャケット写真が異なる。

- Only You 桃園怜奈（4月25日、T-NEXT）
- 楽園のベル 桃園怜奈（7月18日、メディアブランド）

### 写真集
- moMoment（2021年2月18日、徳間書店、撮影：柳沢康太）ISBN 978-4-19-865252-4
- MO² 桃園怜奈写真集（2023年9月26日、ジーオーティー、撮影：SATOSHI）ISBN 978-4-8236-0523-9
- Cosplay Fetish Book 桃園怜奈（2024年10月30日、ジーオーティー、撮影：田村浩章）ISBN 978-4-8236-0753-0

### ポーズ集
- プレミアムヌードポーズブック 桃園怜奈（2021年4月28日、ジーオーティー、撮影：田村浩章）[48] ISBN 978-4-8236-0164-4

### デジタル写真集
- 乳感時代 アサ芸SEXY女優写真集（10月16日、徳間書店、撮影：鈴木ゴータ）

- Rena 幻想桃花源（4月30日、REbecca）
- Fitch LOOK BOOK（9月30日、FANZA BEAUTY COLLECTION）※複数モデルによるオムニバス写真集。FANZA限定配信。
- Clarity デジタル写真集 桃園怜奈（10月12日、ファインピクチャーズ、撮影：SHOOTING STAR）
- moMoment vol.2 ―あなただけに― 桃園怜奈（10月29日、徳間書店、撮影：柳沢康太）
- マインズ14ガールズ 14人の極上ヌード 週刊ポストデジタル写真集（11月1日、小学館、撮影：市川智也）※芸能事務所『マインズ』所属女優14名によるデジタル写真集[49]。
- もぎたて! 桃園怜奈（11月30日、FANZA BEAUTY COLLECTION）※FANZA限定配信。
- ＃Escape 桃園怜奈（2021年12月31日、ジーオーティー、撮影：manimanium）

- セクシースイーツキャンペーン2022 オリジナルフォトブック（2月7日、FANZA BEAUTY COLLECTION）※FANZA『セクシースイーツキャンペーン2022』キャンペーンガールによるオリジナルフォトブック。FANZA限定配信。
- Count sheep【Nap】桃園怜奈（10月28日、ジーオーティー、撮影：羊肉るとん）
- Count sheep【Sleep】桃園怜奈（10月28日、ジーオーティー、撮影：羊肉るとん）
- プレミアムヌードシリーズ 桃園怜奈 爆乳と台所 週刊現代デジタル写真集（11月7日、講談社、撮影：福島裕二）
- プレミアムヌードシリーズ 桃園怜奈 ナニワ天然乳 週刊現代デジタル写真集（11月7日、講談社、撮影：福島裕二）

- ラブホテルで抱きたい愛乳 桃園怜奈（4月7日、小学館、撮影：塩原洋）[50]
- etoile デジタル写真集 桃園怜奈（6月1日、ファインピクチャーズ、撮影：SHOOTING STAR）
- マインズALL STARS お風呂屋さんに行こうよ!（9月1日、小学館、撮影：TADAO）※芸能事務所『マインズ』所属女優6名による写真集[51]。
- 栗山莉緒 × 桃園怜奈 全裸あばれ太鼓（10月30日、小学館、撮影：カノウリョウマ）[52]

- 桃園怜奈 &KISS（6月21日、徳間書店、撮影：富田恭透）
- CSKキャンペーン2024 Digital Photo Book（6月21日、FANZA BEAUTY COLLECTION）※FANZA『乳! 尻! クビレ! CSKキャンペーン2024』キャンペーンガール5名によるデジタル写真集。FANZA限定配信。
- テンションアゲアゲ↑ 全裸ナイトプール 桃園怜奈 唯井まひろ さつき芽衣 うんぱい（7月19日、小学館、撮影：塩原洋）[53]
- 桃園怜奈「桃色の天然乳」週刊実話デジタル写真集（11月15日、日本ジャーナル出版、撮影：吉田裕之）
- デジグラ・デラックス 桃園怜奈 001（12月22日、ラビリンス）

- デジグラ・デラックス 桃園怜奈 002（1月18日、ピンク倶楽部）
- 揺れる! 全裸巨乳カルタ 週刊ポストデジタル写真集 Himari 善場まみ さつき芽衣 桃園怜奈（1月22日、小学館、撮影：富田恭透）[54]
- デジグラ・デラックス 桃園怜奈 003（2月1日、ピンク倶楽部）
- 桃園怜奈写真集『MO2』増ページ【デジタル特装版】（2月10日、ジーオーティー、撮影：SATOSHI）※紙書籍版を再編集し、未公開カットを追加収録した電子書籍限定版。
- デジグラ・デラックス 桃園怜奈 004（3月1日、ラビリンス）
- デジグラ・デラックス 桃園怜奈 005（3月15日、ピンク倶楽部）
- デジグラ・デラックス 桃園怜奈 006（4月12日、ピンク倶楽部）
- デジグラ・デラックス 桃園怜奈 007（4月27日、ラビリンス）
- デジグラ・デラックス 桃園怜奈 008（6月7日、ピンク倶楽部）

### モデル
- WGLuxury Vol.1（2023年4月25日、講談社、撮影：福島裕二）※芸能事務所『マインズ』所属女優6名がモデルを務めるムック本[55]。 ISBN 978-4-06-531611-5

## 製品

### トレーディングカード
- AVC ジューシーハニー コレクションカード（株式会社ミント）
  - THE DELUXE 2021（2021年6月26日）
- Girl‘s Party Collection -THE FAN♡FUN Trump-（Girl‘s Party Collection）
  - 第1弾（2022年4月15日）
  - 第2弾（2022年8月8日）
  - 第6弾（2024年2月29日）

### カレンダー
- 桃園怜奈 2022年カレンダー（2021年10月23日、SUNCARAT）
- 卓上 桃園怜奈 2022年カレンダー（2021年10月23日、SUNCARAT）
- 桃園怜奈 2023年カレンダー（2022年10月29日、SUNCARAT）
- 卓上 桃園怜奈 2023年カレンダー（2022年10月29日、SUNCARAT）
- 桃園怜奈 2024年カレンダー（2023年10月28日、SUNCARAT）
- 卓上 桃園怜奈 2024年カレンダー（2023年10月28日、SUNCARAT）
- 桃園怜奈 2025年カレンダー（2024年10月26日、トライエックス）
- 卓上 桃園怜奈 2025年カレンダー（2024年10月26日、トライエックス）

## 出演・掲載

### ウェブテレビ
- 志村&鶴瓶のあぶない交遊録 大最終回スペシャル（2021年1月2日、ABEMA）
- 東京スキャンダルクラブ（2024年3月20日 - 4月10日、FANZA TV）[56]
- ロンドンハーツ 究極恋愛シミュレーション ラブマゲドン（2024年9月23日、TELASA） [57]

- GO!GO!ももたの号 #1 伊東観光編（2025年5月11日公開生放送、同年6月6日アーカイブ配信開始、DMMオンラインサロン・エンタちゃん放送局） [58]田野憂との初冠MC番組。

- GO!GO!ももたの号 #2 箱根大涌谷編（2025年7月21日公開生放送、同年8月1日アーカイブ配信開始、DMMオンラインサロン・エンタちゃん放送局） [59]。

### インターネット番組
- 佐久間宣行のNOBROCK TV (2025年5月28日、YouTube)[60]

### テレビ
- じっくり聞いタロウ～スター近況（秘）報告～（2021年12月2日、テレビ東京）
- もう!バカリズムさんの超H! 初夏の特別版2022（2022年5月30日、フジテレビONE）
- 月ともぐら（2023年12月22日・2024年1月5日・2月9日・2月16日・8月30日 - 9月27日・2025年6月20日 - 7月18日、テレビ東京）
- オールナイトフジコ（2024年7月6日、フジテレビ）

### ラジオ
- ねむチキ（2023年3月5日・12日・2024年7月7日・14日、TBSラジオ）
- TREND WAVE（2025年4月13日、FM FUJI）

### 舞台
- 舞台版 月ともぐら 第2回　胸キュンコラボグランプリ（2024年10月25日、東京・草月ホール）「UUMST」πO2(パイオーツー)・怜奈 役[61]
- 猥談噺「春爛漫‐HARURANMAN‐Ⅱ」（2024年12月14日、東京カルチャーカルチャー）[62]

### 映画
- 悪い夏（2025年3月20日、クロックワークス）[63]

### イベント
- グラビアムック本『WGLuxury Vol.1』発売記念イベント「Mine’s女優スペシャルトークショー」（2023年5月14日、東京・池袋）[15]
- マインズ15周年popupイベントフィナーレinエターナルステージ（2024年11月17日、東京・秋葉原 eternal stage）[64]
- 猥談噺「春爛漫 -HARURANMAN‐ Ⅱ」（2024年12月14日、東京カルチャーカルチャー）[26]

- 『お月ちゃん大集合！スペシャルトークライブイベント2025〜ちょっとお時間いいですか？〜』【昼公演】（2025年6月15日、東京・I’M A SHOW）[65]

### 雑誌
- 月刊FANZA 2020年12月号（2020年10月22日、ジーオーティー）- インタビュー
- 月刊FANZA 2021年6月号（2021年4月22日、ジーオーティー）- グラビア
- 実話ナックルズ ウルトラ vol.19（2022年2月14日、大洋図書）- グラビア
- 月刊FANZA 2022年1月号（2021年11月22日、ジーオーティー）- インタビュー「こんなにエロくなりました。」